# Lista över Sveriges sändebud i Tyskland

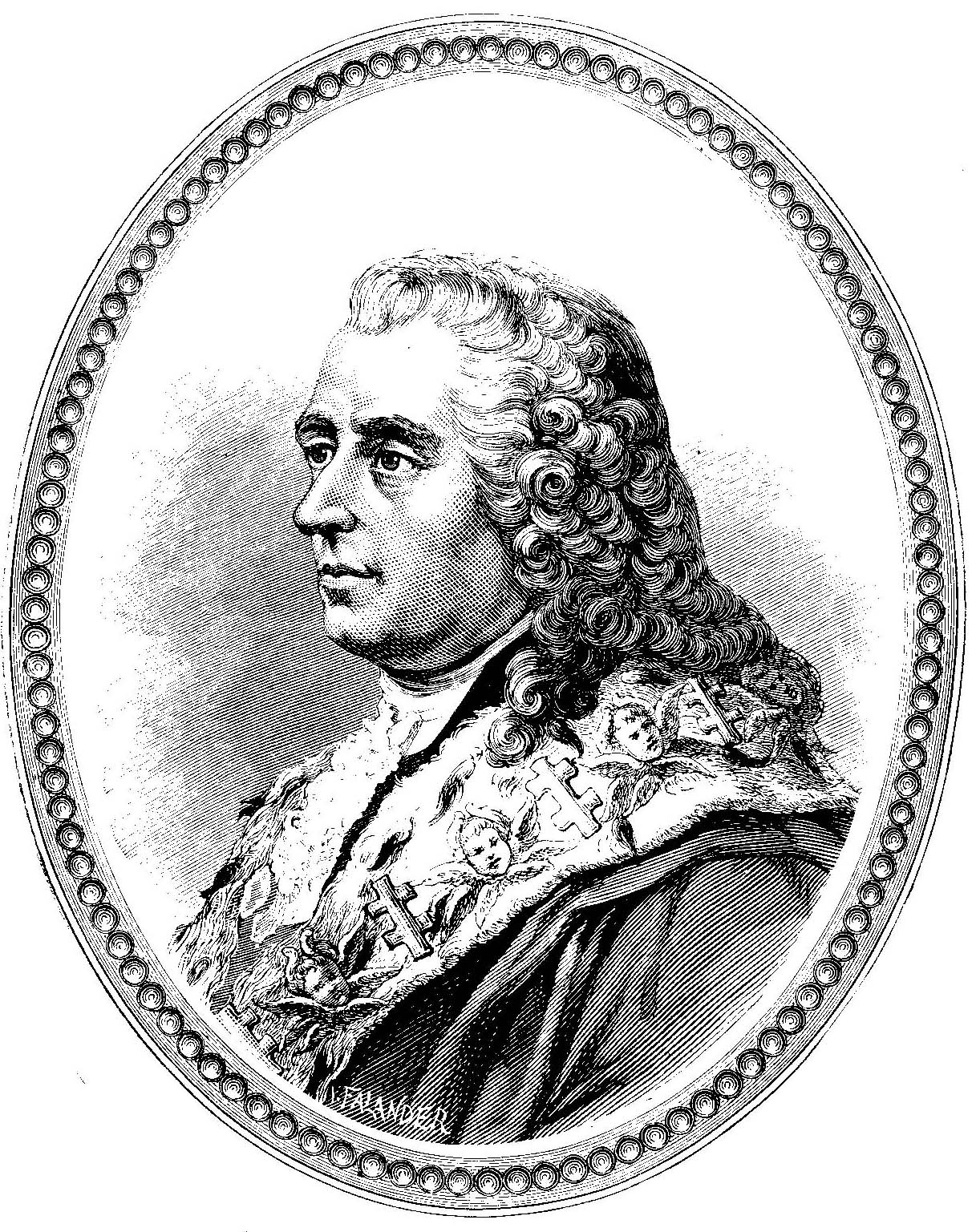
Carl Gustaf Tessin.

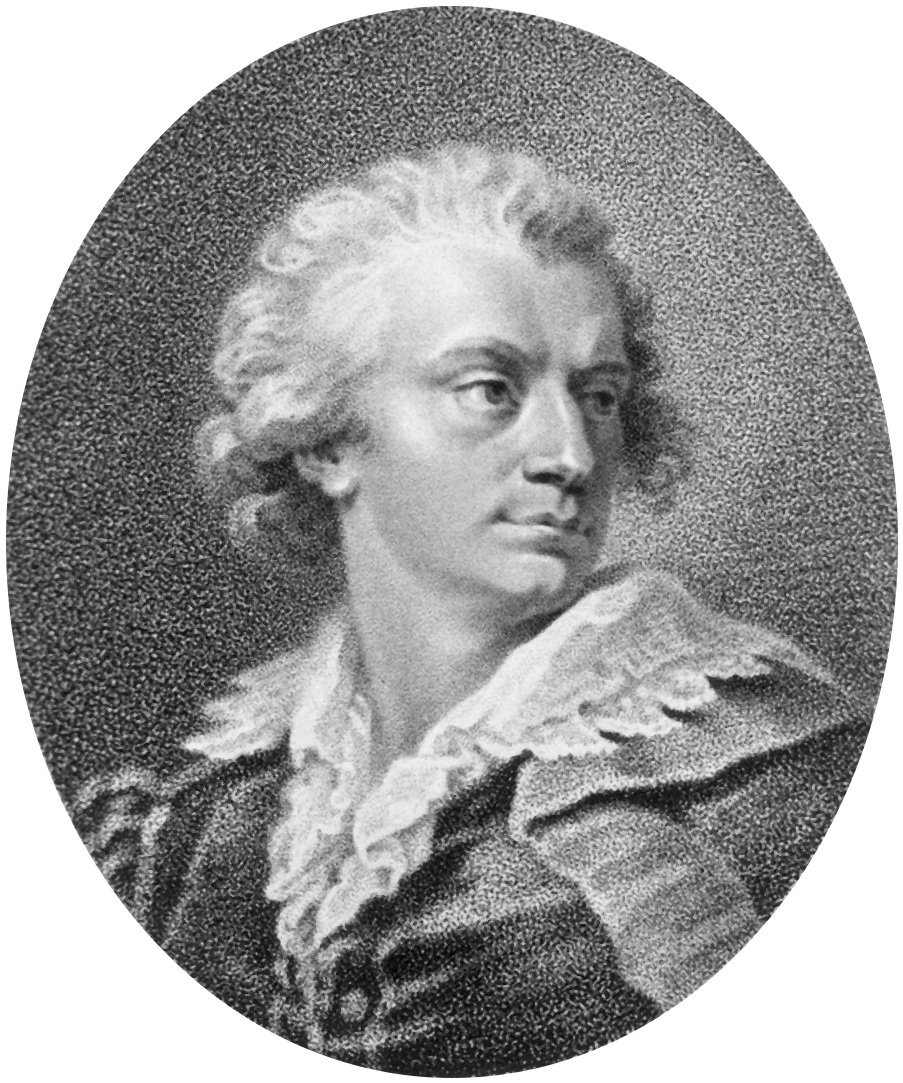
Lars von Engeström.

Lista över Sveriges sändebud i Berlin och andra tyska huvudstäder.

## Braunschweig-Lüneburg
- 1705: Carl Gustaf Friesendorff

## Hannover
- 1699: Henning von Strahlenheim
- 1699–1711: Carl Gustaf Friesendorff

## Kungariket Preussen
- 1698–1700: Anders Leijonstedt
- 1703–1710: Anders Leijonstedt (en Herman Cedercreutz)
- 1705–1707: Johannes Rosenhane
- 1712–1715: Carl Gustaf Friesendorff
- 1719: Herr Kirbach
- 1720–1723: Carl Posse
- 1740–1743: Gustaf Zülich
- 1743: Henning Gyllenborg
- 1744–1746: Carl Gustaf Tessin
- 1766–1779: Otto Jacob Zöge von Manteuffel
- 1787–1794: Christian Ehrenfried von Carisien
- 1796–1798: Carl Gustaf Schultz von Ascheraden
- 1798–1803: Lars von Engeström
- 1807–1808: Carl Gustaf von Brinkman
- 1850–1854: Carl Hochschild
- 1855–1857: Carl von und zu Mansbach

## Sachsen
- 1706: Josias Cederhielm
- 1729–1732: Gustaf Zülich

## Tyska riket
- 1871–1873: Frederik Due
- 1874–1886: Gillis Bildt
- 1886–1899: Alfred Lagerheim
- 1900–1909: Arvid Taube
- 1909–1912: Eric Trolle

Envoyé Extraordinaire, Ministre Plénipotentiaire samt generalkonsul
- 1912–1916: Arvid Taube
- 1917–1918: Hans-Henrik von Essen

Beskickningschefsposten var vakant under denna period; von Essen var formellt Ministre Plénipotentiaire en mission spéciale
- 1919–1920: Hans-Henrik von Essen

Formellt fortfarande Ministre Plénipotentiaire en mission spéciale
Envoyé
- 1920–1923: Hans-Henrik von Essen
- 1923–1925: Fredrik Ramel
- 1925–1937: Einar af Wirsén
- 1937–1945: Arvid Richert

## Tyska demokratiska republiken (Östtyskland)
- 1972 – 1976: Carl Johan Rappe
- 1976 – 1982: Eric Virgin
- 1982 – 1985: Rune Nyström
- 1985 – 1989: Henrik Liljegren
- 1989 – 1990: Vidar Hellners

## Förbundsrepubliken Tyskland (Västtyskland till 1990)
Diplomatisk representant
- 1950: Ragnar Kumlin

Envoyé
- 1951 – 1956: Ragnar Kumlin

Ambassadör
- 1956 – 1967: Olof Erik Jödahl (Ole Erik)
- 1967 – 1972: Nils Montan
- 1972 – 1983: Sven Einar Backlund
- 1983 – 1990: Lennart Eckerberg
- 1990 – 1994: Torsten Örn
- 1994 – 1996: Örjan Berner

Ambassaden flyttad från Bonn till Berlin 1999.
- 1997 – 2001: Mats Hellström
- 2002 – 2006: Carl Tham
- 2006 – 2010: Ruth Jacoby
- 2010 – 2015: Staffan Carlsson
- 2015 – 2016: Lars Danielsson
- 2017 – Per Thöresson